# Cystangium thaxteri
Cystangium thaxteri är en svampart som först beskrevs av Rolf Singer, och fick sitt nu gällande namn av Trappe, T. Lebel & Castellano 2002. Cystangium thaxteri ingår i släktet Cystangium och familjen kremlor och riskor.   Inga underarter finns listade i Catalogue of Life.